# Kodomo
Kodomo (japonsky 子供) je japonský výraz pro dítě. Používá se i k označení mang (子供向け漫画, kodomomuke manga) nebo anime (子供向けアニメ, kodomomuke anime), která jsou určena pro dětské publikum (děti do 12 let) a jsou převážně veselá a poučná.

## Seznamkodomoanime/mangy
- Astro
- Beyblade
- BuBu ChaCha
- D.I.C.E.
- Digimon
- Doraemon
- Hamtaro
- Nils Holgersson
- Pokémon
- Pugyuru
- Včelka Mája